# E119
La ruta europea E119 és una carretera que forma part de la Xarxa de carreteres europees. Comença a Moscou (Rússia) i finalitza a Astara a l'Iran (frontera amb l'Azerbaidjan). Té una longitud aproximada de 2630 km.
Té una orientació de nord a sud. La carretera passa per les ciutats de Moscou, Tambov, Povorino, Volgograd, Astracan, Makhatxkalà, Bakú, Ələt i Astara.